# Naguabo
La municipalité de Naguabo, sur l'île de Porto Rico (Code International : PR.NG) couvre une superficie de 136 km² et regroupe 23 386 habitants en 2020.

## Personnalités liées à la commune
- Filiberto Ojeda Ríos (1933-2005), militant indépendantiste Portoricain.